# Мартін Карль
Мартін Карль (нім. Martin Karl, 3 червня 1911 — 1 березня 1942) — німецький академічний веслувальник.
Олімпійський чемпіон 1936 року в складі розпашної четвірки без стернового.
Чемпіон Європи 1934 року в складі розпашної четвірки без стернового.